# Nấm sò trắng
Nấm sò trắng (danh pháp hai phần: Pleurotus pulmonarius) là một loài nấm trong họ Pleurotaceae. Đây là loài nấm ăn được.